# Leonore Capell
Leonore Capell (Grefrath, 22 luglio 1970) è un'attrice e conduttrice televisiva tedesca.
Come attrice, è attiva prevalentemente in campo televisivo e teatrale e, complessivamente, ha partecipato - a partire dalla metà degli anni novanta - a circa una ventina di produzioni, tra cinema e televisione.
Tra i suoi ruoli principali, figurano quello di Andrea Süsskind nella soap opera Marienhof (1995-2011), quello di Lilly Brown nel film TV Rosamunde Pilcher - Königin der Nacht (2005) e quello della Dott.ssa Anne Templin nella serie televisiva La nostra amica Robbie (Hallo Robbie!, 2005-2009).
A teatro, ha partecipato a vari musical. Ha lavorato inoltre come conduttrice televisiva per l'emittente NDR dal 1995 al 1997.

## Filmografia

### Cinema
- Borg War 3 (1998)
- Motown, regia di Stefan Barth (2003)
- Kurzzeithelden - cortometraggio, regia di Christine Wagner e Roman Gonther (2011)

### Televisione
- Marienhof - soap opera, 26 episodi (1995-2011)
- Tatort - serie TV, 1 episodio (2000)
- Powder Park - serie TV, episodi vari (2001)
- Stefanie (Für alle Fälle Stefanie) - serie TV, 1 episodio (2001)
- Il nostro amico Charly (Unser Charly) - serie TV, 1 episodio (2003)
- Soko 5113 - serie TV, 1 episodio (2004)
- La nostra amica Robbie (Hallo Robbie!) - serie TV, 1 episodio (2004-2009)
- Rosamunde Pilcher - Königin der Nacht - film TV, regia di Karsten Wichniarz (2005)
- Squadra Speciale Vienna (SOKO Wien) - serie TV, 1 episodio (2005)
- Inga Lindström - Im Sommerhaus - film TV, regia di Heidi Kranz (2005)
- Die Rosenheim-Cops - serie TV, 1 episodio (2006-2009)
- Im Tal der wilden Rosen - Bis ans Ende der Welt - film TV, regia di Dieter Kehler (2006)
- Il magico tesoro di Loch Ness (Das Wunder von Loch Ness) - film TV, regia di Michael Rowitz (2006)
- Der Bulle von Tölz - serie TV, 1 episodio (2007)
- Pfarrer Braun - serie TV, 1 episodio (2008)
- Heiter bis tödlich - Hubert und Staller - serie TV, 2 episodi (2011-2012)
- Guardia costiera (Küstenwache) - serie TV, 1 episodio (2012)

## Teatro (Lista parziale)[1]
- 1993: Kindermusical
- 1993: Mäusemusical
- 1994: West Side Story
- 1994: Kiss Me, Kate
- 1994: Sweet Charity
- 1994: Kultur ist super!

## Programmi televisivi
- NDR Talk Show (2005)

## Doppiatrici italiane
Nelle versioni in italiano nelle opere in cui ha recitato, Leonore Capell è stata doppiata da:
- Laura Lenghi in La nostra amica Robbie[4]